# Fuencaliente De Lucio
 (août 2023).
Fuencaliente De Lucio est le nom qui correspond à la fois à une localité et à une entité locale mineure, à Castilla la Vieja, aujourd'hui communauté autonome de Castilla y León, province de Burgos en Espagne. 
Elle est située dans le district de Páramos et relève actuellement de la municipalité de Valle de Valdelucio.

## Démographie
Évolution de la population